# Lepidochrysops handmani
Lepidochrysops handmani är en fjärilsart som beskrevs av Quickelberge 1980. Lepidochrysops handmani ingår i släktet Lepidochrysops och familjen juvelvingar. Inga underarter finns listade i Catalogue of Life.